# Alinea
Alinea (¶; Unicode U+00B6) (latin "från raden") är ett typografiskt tecken.
Alineamärket användes förr inom boktryckarkonsten för att markera en ny tankeföljd eller början på ett nytt stycke. Det används fortfarande till detta i datorsammanhang och i enstaka trycksaker.